# 스티브 킹

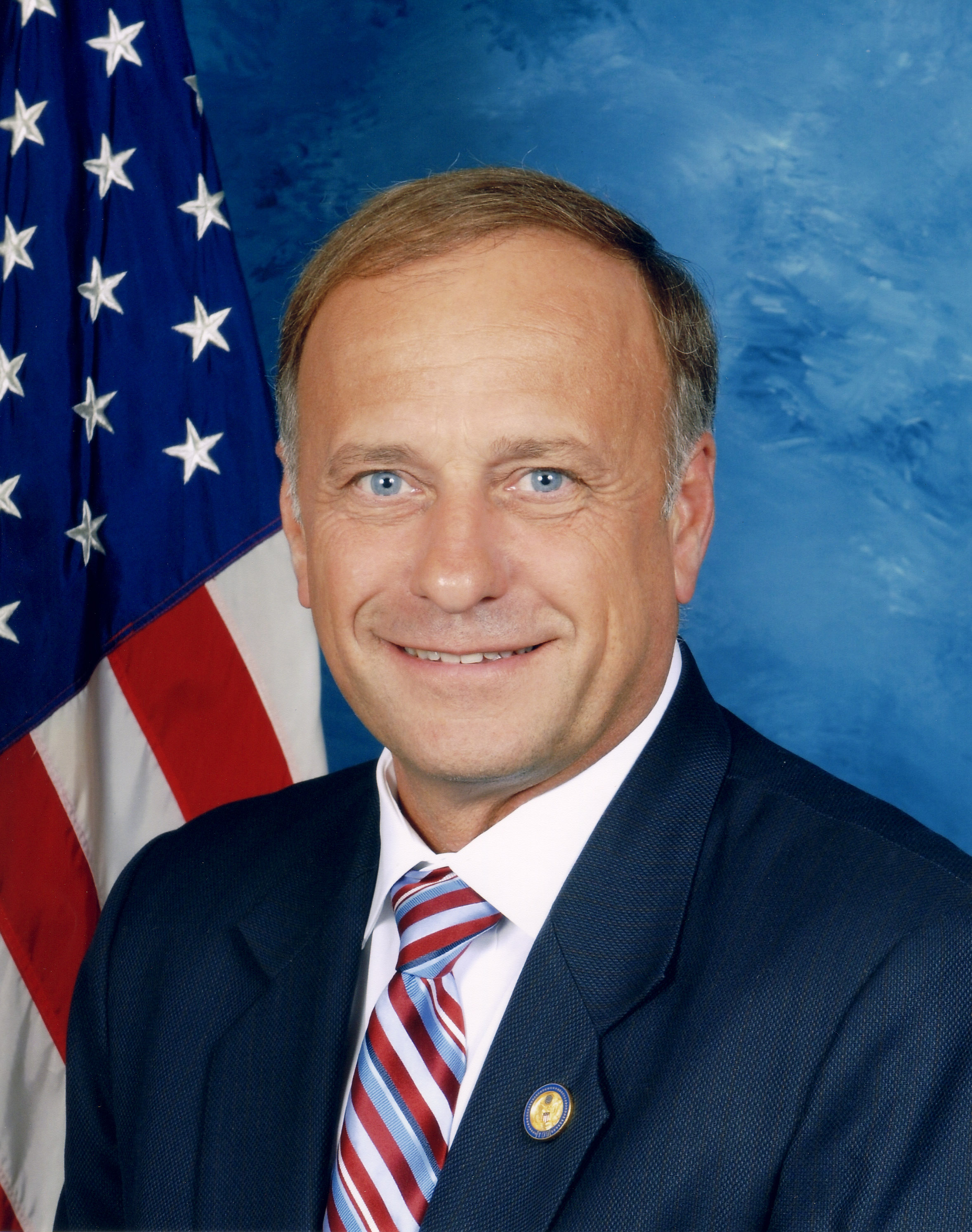

스티븐 아널드 킹(Steven Arnold King, 1949년 5월 28일 ~ )은 2003년부터 2021년까지 아이오와주의 미국 하원 의원을 지낸 미국의 전직 정치인이자 기업인이다. 공화당 소속으로, 2013년까지 아이오와주 제5선거구를, 2013년부터 2021년까지는 아이오와주 제4선거구를 대표했다.
1949년 스톰 레이크에서 태어난 킹은 1967년부터 1970년까지 노스웨스트 미주리 주립 대학교에 다녔다. 그는 1975년에 건설 회사를 설립했으며 1996년 아이오와주 상원 의석을 얻기 위한 공화당 후보 지명을 모색하기 전에 사업 및 환경 연구 분야에서 일했다. 그는 예비 선거와 총선에서 승리했으며 2000년에 재선되었다. 2002년 2002년 미국 하원의원 선거에서 킹은 현직 의원인 톰 레이섬이 재조정 후 아이오와주 제4선거구로 재배정되자 아이오와주 제5선거구에서 미국 하원의원으로 선출되었다. 그는 2010년 인구 조사를 통해 제5선거구가 폐지되고 킹이 제4선거구에 배치될 때까지 4번 재선되었으며, 2013년부터 이 지역구를 대표했다.
킹은 이민과 다문화주의를 반대하며, 인종차별적이고 반이민적인 수사를 오랫동안 사용해 왔다. 2018년 워싱턴 포스트는 킹을 "백인 내셔널리즘과 가장 공개적으로 연관된 하원의원"이라고 묘사했다. 킹은 백인 우월주의 사상과의 연관성으로 비판을 받았고, 이민자들에 대한 논란이 되는 발언을 했으며, 인종차별, 반유대주의 및 이슬람 공포증에 연루된 유럽의 우익 대중주의 및 극우 정치인들을 지지했다.
킹의 의원 임기 대부분 동안 공화당 정치인과 공무원들은 그의 수사에 대해 침묵했고, 북서부 아이오와 유권자들 사이에서 그의 인기로 인해 자주 그의 지지를 구하고 그와 함께 선거 운동을 했다. 2018년 아이오와주 미국 하원의원 선거 직전, 전국 공화당 의회 위원회는 킹의 재선 캠페인에 대한 자금 지원을 철회했고 위원장인 스티브 스티버는 킹의 행위를 비난했지만, 아이오와주의 공화당 상원의원과 주지사는 계속해서 그를 지지했다. 킹은 근소한 차이로 재선되었지만, 2019년 1월 "백인 내셔널리스트"와 "백인 우월주의"라는 용어의 부정적인 의미에 의문을 제기하는 인터뷰를 한 후, 그는 양당, 언론, 공인들로부터 널리 비난을 받았고, 미국 하원 운영 및 정책 위원회는 그를 모든 하원 위원회 직책에서 해임했다. 킹은 2020년 아이오와주 제4선거구 하원의원 선거에 출마했지만, 선거 자금과 지지가 줄어들면서 2020년 6월 공화당 예비 선거에서 랜디 핀스트라에게 10%포인트 차이로 패했다.

## 개인 생활, 교육 및 사업 경력
킹은 1949년 5월 28일 스톰 레이크에서 가정주부인 밀드레드 릴라(옛 쿨러)와 주 경찰 파견근무자인 에밋 A. 킹의 아들로 태어났다. 그의 아버지는 아일랜드계와 독일계 혈통이며, 그의 어머니는 웨일스계 뿌리와 더불어 식민지 시대까지 거슬러 올라가는 미국 혈통을 가지고 있다. 그의 할머니는 독일 이민자였다. 킹은 1967년 데니슨 커뮤니티 고등학교를 졸업했다. 1972년에 그는 마릴린 켈리와 결혼하여 세 자녀를 두었다. 연합 감리 교회에서 자랐지만, 킹은 아내와 결혼한 지 17년 후에 개종하여 아내의 가톨릭 교회에 다닌다. 그의 아들 제프 킹은 컨설턴트로, 그의 정치 캠페인에 활발하게 참여했다.
킹은 1967년부터 1970년까지 노스웨스트 미주리 주립 대학교에 다녔으며, 그곳에서 알파 카파 람다 형제회의 회원이자 수학 및 생물학을 전공했지만 졸업하지는 못했다. 1975년에 킹은 토공 회사인 킹 건설을 설립했다. 1980년대에는 카이론 사업 협회를 설립했다. 킹은 아이오와 토지 개량 계약자 협회에 참여하면서 해당 조직에서 지역 및 전국 직책을 맡았고 공공 정책에 대한 관심이 커졌다.

## 아이오와주 상원 (1997–2003)

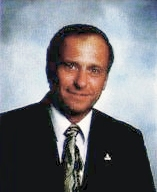
아이오와주 상원의원 시절의 킹

1996년 킹은 아이오와주 제6 상원 선거구에 선출되어 예비선거에서 현직 상원의원 웨인 D. 베넷을 68% 대 31%로 물리쳤다. 그리고 총선에서 민주당의 아일린 하이덴을 64% 대 35%로 이겼다. 2000년에는 민주당 후보 데니스 라이언을 70% 대 30%로 물리치고 두 번째 임기로 재선되었다. 아이오와주 상원에서 재임하는 동안 킹은 공립학교에 미국이 "타의 추종을 불허하는 세계 최고의 국가이며 그 힘을 ... 기독교, 자유 기업 자본주의 및 서구 문명에서 얻었다"고 가르치도록 요구하는 법안을 제출했고, 아이오와주를 공식 언어로 지정하는 법안의 수석 후원자로 활동했다.

## 미국 하원 (2003–2021)

### 선거
2002년

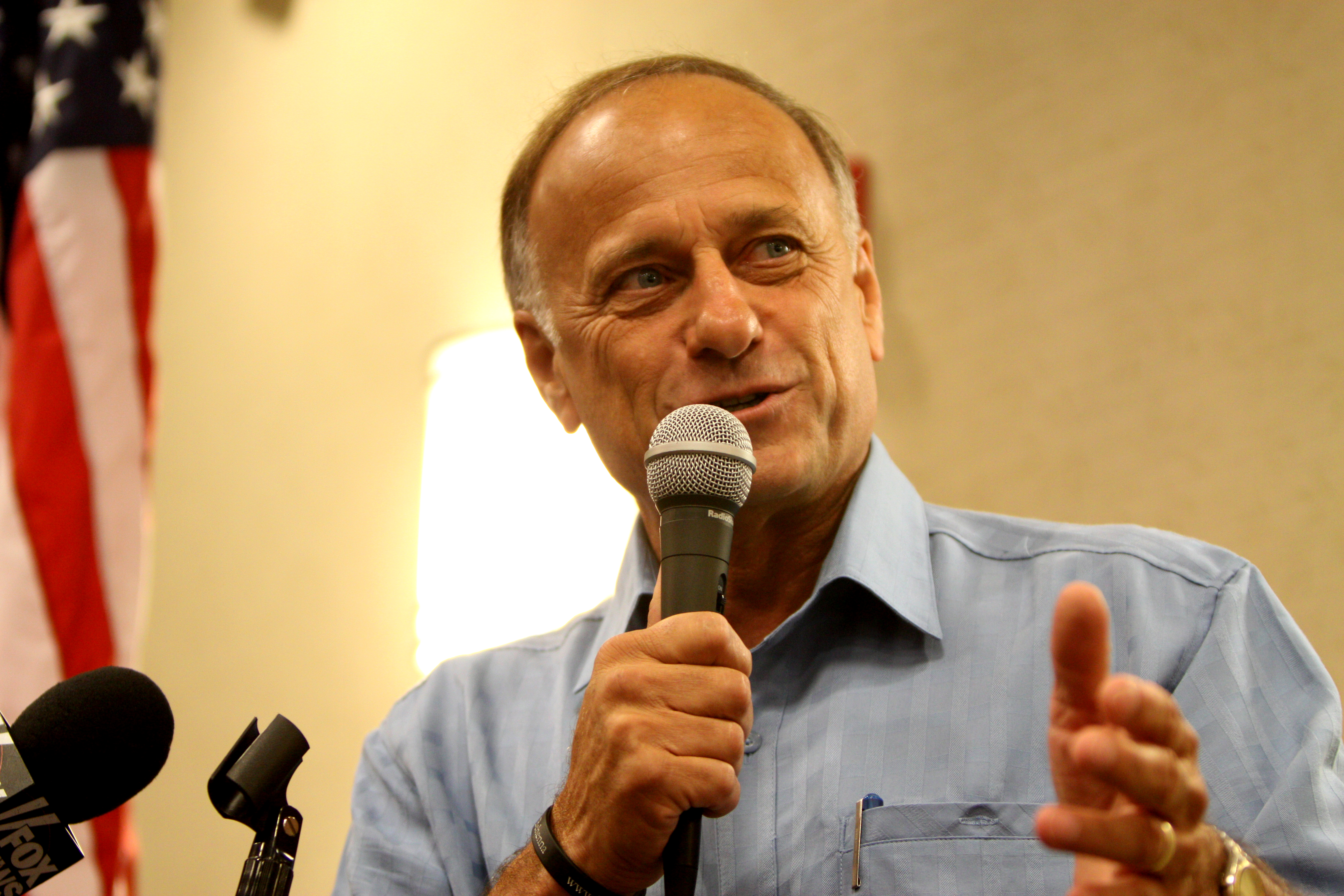
2011년 8월 아이오와주 에임스 행사에서 스티브 킹

2002년, 선거구 재조정 이후 킹은 아이오와주 제5선거구의 공석에 출마했다. 현직 의원이자 동료 공화당원인 톰 레이섬은 재조정된 아이오와주 제4선거구로 자택이 편입되었다. 킹은 4자 공화당 예비선거에서 31%의 득표율로 1위를 차지했지만, 승리에 필요한 35%의 득표율에는 미치지 못했다. 그 후 후보 지명 회의가 열렸고, 거기서 그는 주 하원 의장 브렌트 시그리스트를 51% 대 47%로 물리치고 지명되었다. 킹은 총선에서 카운실블러프스 시의원 폴 숌쇼어를 62% 대 38%로 물리치고 승리했다. 그는 공화당 우세 지역구의 모든 카운티에서 승리했으며, 포타와타미군만 제외되었다.
2004년
킹은 민주당 후보 조이스 슐테를 63% 대 37%로 물리치고 두 번째 임기로 재선되었다. 그는 클라크군을 제외한 지역구의 모든 카운티에서 승리했다.
2006년
2006년에 킹은 슐테를 다시 59% 대 36%로 물리치고 세 번째 임기로 재선되었다. 그는 클라크군과 유니언군을 제외한 지역구의 모든 카운티에서 승리했다.
2008년
킹은 민주당 후보 롭 허블러를 60% 대 37%로 물리치고 네 번째 임기로 재선되었다. 그의 경력 중 처음으로 그는 지역구의 32개 모든 카운티에서 승리했다.
2010년
킹은 맷 캠벨을 66% 대 32%로 물리치고 다섯 번째 임기로 재선되었다. 이는 그의 최고 득표율이었다. 킹은 다시 32개 모든 카운티에서 승리했다.
2012년
아이오와주는 2010년 인구 조사 결과에 따라 지역구를 하나 잃었다. 킹의 지역구는 4번으로 재편되었고 동쪽으로 확장되어 메이슨시티와 에임스를 포함하게 되었다. 이로 인해 킹과 그의 전임자 레이섬이 같은 지역구에 놓이게 되었다. 레이섬은 재편된 제3선거구로 이동하여 민주당 현직 의원인 레너드 보스웰에게 도전하기로 결정했다. 재편된 지역구는 적어도 서류상으로는 킹의 이전 지역구보다 훨씬 더 경쟁적이었다. 이전 제5선거구의 쿡 당파 투표 지수는 R+9였지만, 새로운 제4선거구의 PVI는 R+4였다. 새로운 제4선거구는 킹에게 대부분 새로운 지역이기도 했다. 그는 이전 영토의 45%만을 유지했다. 이는 레이섬이 1995년부터 2003년까지 대표했던 지역과 매우 유사했다.
직후, 아이오와주의 전 영부인이자 전 주지사이자 당시 미국 농업부 장관이었던 톰 빌색의 아내인 크리스티 빌색은 킹에게 도전하기 위해 새로운 제4선거구로 이사한다고 발표했다. 킹은 밋 롬니의 지지를 받았으며, 롬니는 "이 남자는 다시 여러분의 하원의원이 되어야 합니다. 나는 그를 워싱턴 D.C.에서 나의 파트너로 원합니다"라고 말했다. 킹은 빌색을 53% 대 45%로 물리치고 여섯 번째 임기로 재선되었다. 킹은 이전에 대표한 적이 없는 7개 카운티를 제외한 모든 카운티에서 승리했다: 웹스터, 분, 스토리, 치카소, 플로이드, 세로고도군, 그리고 위너베이고. 킹은 나중에 2012년 승리에 대해 "나는 700만 달러, 민주당이 나에게 던질 수 있는 최고의 모든 것, 그들의 꿈의 후보, 그리고 오바마 조직으로부터 올 수 있는 모든 것에 맞섰고, 새로운 지역구의 55%에서 이 모든 것을 극복하고 승리했다"고 말했다.
2014년
2013년 5월 3일, 킹은 2014년 미국 상원에 출마하지 않을 것이라고 발표했다.
킹은 61.6%의 득표율로 재선되었으며, 민주당 후보 짐 모워를 물리쳤다.
2016년
킹은 재선에 성공하여 61.2%의 득표율을 얻었고, 민주당 후보 김 위버는 38.6%를 얻었다.
2018년
킹은 2018년에 50.4%의 득표율을 얻고 민주당 후보 J. D. 숄튼이 47%를 얻었으며, 자유지상당 후보 찰스 알드리치가 2%를 얻어 현재까지 가장 근접한 선거를 치렀다. 킹은 킴 레이놀즈 주지사가 그녀의 완전 임기 출마에서 이 지역구에서 거의 61%의 득표율을 얻었기 때문에 승리한 것으로 보인다. 투표율은 2016년 선거보다 낮았다. 2016년에는 370,259명이 투표했지만, 2018년에는 313,251명이 투표했다.
이는 1986년에 당시 제6선거구였던 지역구에서 버클리 베델이 퇴임한 이래로 현재 제4선거구를 민주당원이 가장 근접하게 이길 뻔한 선거였다. 그 해 공화당의 프레드 그랜디는 50.1%의 득표율로 겨우 당선되었다. 그 이후로 이 지역구(1993년 제5선거구가 되고 2013년 제4선거구가 됨)에서 공화당원이 두 자릿수 차이로 당선되지 못한 유일한 경우는 킹의 2012년 빌색과의 선거였다. 킹은 8%포인트 미만의 차이로 승리했다.
2020년
킹은 위원회에서 해임된 후, 지역구 북서부의 대부분을 대표하는 주 상원의원 랜디 핀스트라라는 유력한 예비선거 도전자와 맞붙게 되었다. 핀스트라는 킹보다 훨씬 많은 선거 자금을 모았다. 결국 킹은 핀스트라에게 패배하여 36.7%의 득표율을 얻었고, 핀스트라는 45.7%를 얻었다.

### 임기
킹은 노골적인 재정적, 사회적 보수주의자로 여겨진다. 2002년 공화당 후보 지명을 받은 후, 그는 의회에서 자신의 자리를 사용하여 "의회의 정치적 무게 중심을 우측으로 이동"시킬 것이라고 말했다. 제110대 미국 의회 동안 킹은 공화당의 다수와 90.9%의 시간 동안 투표했다. 그는 이라크 전쟁 법안에 지속적으로 찬성 투표했으며, 병력 증강 노력을 지지하고 병력 철수 일정에 반대했다. 제112대 미국 의회 동안 킹은 공화당 연구 위원회의 "강경파" 40명 중 한 명으로, 공화당 지도부에 자주 반대 투표하고 하원 법안에 불만을 노골적으로 표명했다. 2015년 8월, 킹은 지속적으로 위원회에서 법안을 통과시키지 못하는 실패로 인해 InsideGov로부터 의회에서 가장 비효율적인 의원으로 지명되었다. 2019년 12월 18일, 킹은 트럼프에 대한 두 탄핵 조항 모두에 반대표를 던졌으며, 투표에 참여한 195명의 공화당원 모두가 반대표를 던졌다.

#### 위원회 배정
킹은 2019년 1월 14일까지 사법, 농업, 중소기업 위원회에서 활동했으며, 그 후 백인 우월주의 발언에 대한 초당적 비난으로 모든 위원회 직책에서 해임되었다.
코커스 회원
- 공화당 연구 위원회[52]
- 티 파티 코커스
- 미국 헌법 코커스[53]
- 미국 서부 코커스[54]

## 정치적 입장

### 낙태
킹은 낙태를 반대한다. 그는 전국 생명권 위원회로부터 100%의 평가를 받아 반낙태 투표 기록을 가지고 있음을 나타낸다. 킹은 또한 인간 배아 줄기세포 연구를 허용하는 것에 반대 투표했다. 그는 법안에서 "강제적 강간"의 경우를 제외하고 연방 낙태 자금 지원을 금지하는 낙태에 대한 납세자 자금 지원 금지법을 지지한다. 이 법안은 의제강간 또는 근친상간 피해자에 대한 낙태를 보장하는 메디케이드의 적용을 제거할 것이다.
토드 에이킨이 2012년 8월 19일 "정당한 강간"에 대해 논란이 되는 발언을 한 후, 킹은 그를 옹호하며 비판적인 반응을 "사소한 개인적 공격"이라고 특징짓고 에이킨을 "강한 기독교인"이라고 불렀다. 킹은 에이킨의 투표 기록이 그의 말보다 더 중요해야 한다고 말했다. 6개월 후, 에이킨(선거에서 패배)에 대한 킹의 옹호는 칼 로브를 포함한 그룹인 보수 승리 프로젝트의 스티븐 J. 로에게 정치적으로 해로운 것으로 간주되었다. 이 그룹은 더 유력한 보수 후보들이 당선될 수 있도록 당선 가능성이 없다고 판단되는 보수 후보들을 낙담시키려고 노력하고 있었다. 로는 "우리는 스티브 킹의 토드 에이킨 문제에 대해 우려하고 있다"고 말했다.
킹은 태아에게 심장 박동이 감지될 때 낙태를 금지하는 법안을 후원했는데, 이는 경우에 따라 임신 6주 정도 일찍 발생할 수 있다 (많은 여성이 자신이 임신했다는 것을 알기 전). 금지된 낙태를 시행하는 의사는 벌금, 최대 5년의 징역 또는 둘 다에 처해질 수 있다. 금지된 낙태를 받는 여성은 이 법안의 조항을 위반한 혐의로 기소될 수 없다.
2019년 8월, 강간이나 근친상간의 경우 낙태 반대를 옹호하면서 킹은 "만약 우리가 모든 가계도를 거슬러 올라가 강간이나 근친상간의 산물인 사람들을 모두 제거한다면? 그렇게 한다면 세상에 남아있는 인구가 있을까?"라고 물었다. 2020년 공화당 예비선거에서 킹을 물리친 아이오와주 상원의원 랜디 핀스트라는 다음과 같이 트윗했다. "저는 100% 생명존중주의자이지만 스티브 킹의 기이한 발언과 행동은 우리의 메시지를 훼손하고 우리의 명분을 해친다". 와이오밍주 대표 리즈 체니는 킹의 발언을 "끔찍하고 기이하다"고 부르며 그의 사임을 요구했다. 킹의 발언은 스티브 스컬리스, 케빈 매카시, 도널드 트럼프, 엘리스 조던에게도 비판을 받았다.

### 동물 권리
2010년 2월, 킹은 트위터에 눈보라 속에서 집으로 들어오려던 너구리를 쫓아가 총으로 쐈다고 트윗했으며, 이는 동물 권리 단체들의 비판을 불러일으켰다. 그는 그 동물이 광견병에 걸렸을 수도 있다고 말하며 자신의 행동을 옹호했다.
2012년 7월, 킹은 조직적인 동물 싸움에 의도적으로 참석하는 행위에 대해 경범죄 처벌을, 미성년자를 그러한 싸움에 데려가는 행위에 대해 중범죄 처벌을 부과하는 맥거번 수정안(2012년 농업법에 대한)에 반대했다. 그는 또한 2007년에 싸움용 동물을 주 경계를 넘어 운송하는 행위에 대한 처벌 강화에 반대 투표한 39명의 하원의원 중 한 명이었다. 킹은 2012년 인도적 사회 입법 기금의 인도적 성과표에서 0점을 받았다. 그 후, 그는 자신의 입장을 명확히 하는 영상을 공개하며, 인간이 싸우는 것을 보는 것은 합법적이지만 동물이 싸우는 것을 보는 것은 불법이라면 동물을 인간보다 위에 두는 것이라고 주장했다.
2010년 9월 24일, 코미디언 스티븐 콜베어는 하원 농업 위원회에서 이주 농업 노동자의 근로 조건에 대해 증언했다. 킹은 이들을 "일상적인 미국인 노동자"로 대체하여 제거해야 한다고 말했다. 그는 또한 "우리는 코미디 센트럴을 보는 시간을 줄이고, 진정한 육체노동이 필요한 실제 일자리를 더 많이 고려해야 할 것"이라고 말했다. 그는 "많은 날마다 그들을 비방하면서도 변기를 내리는 미국 엘리트들의 하수 냄새보다 신선한 흙의 향기를 선호하는 세상의 조 더 플럼버들"을 칭찬했다. 콜베어는 그의 가짜 보수주의자 캐릭터로 킹을 풍자했다. "이것이 미국이다! 나는 멕시코인이 딴 토마토를 원하지 않는다! 나는 미국인이 따고, 과테말라인이 썰고, 칠레인이 브라질리언을 해주는 스파에서 베네수엘라인이 제공하는 토마토를 원한다."
2012년 7월, 킹은 이전에 금지되었던 동물 농업 관행(예: 단미, 닭 사료에 금지된 비소 기반 약물 사용, 임신한 돼지를 작은 상자에 가두는 것)을 합법화하는 농업법 수정안을 하원에 제출했다. 킹은 자신의 수정안에 대해 "내 법안은 그들이 돼지고기와 송아지 고기에 대해 해왔던 모든 것을 쓸어버릴 것"이라고 말했다. 미국 인도주의 협회 (HSUS) 회장 웨인 파셀은 이 조치가 "동물을 보호하는 모든 법률, 그리고 아마도 ... 환경, 노동자, 또는 공공 안전을 보호하는 법률"을 무효화할 수 있다고 말했다.
2013년 5월, 킹은 농업법에 "주간 상업 보호법" (PICA)이라는 또 다른 수정안을 도입하며 "PICA는 주에서 '방목 달걀' 또는 '방목 돼지고기'를 요구하는 것을 금지한다"고 말했다. 2014년에 이 논란이 많은 조항은 삭제되었다.

### 기후 변화
킹은 지구 온난화에 대한 우려를 "종교"라고 일축하며, 기후 변화에 대처하려는 노력이 무의미하다고 주장했다. 기후 변화가 "과학이라기보다는 종교"라고 주장한 다음 날, 그는 많은 과학자들이 지구 온난화의 결과에 대해 과민 반응을 보인다고 다시 주장하며, "지구가 따뜻해지면 더 많은 광합성이 일어날 것이다... 그리고 해수면이 4~6인치 상승한다 해도 우리는 그것을 알지 못할 것이다. 우리는 해수면이 어디에 있는지조차 모르며, 극지방 빙모가 녹아서 CO2가 대기에 떠다니기 때문에 전 세계적으로 1인치 상승할 것이라고 말할 수 없다"고 말했다.

### 선거

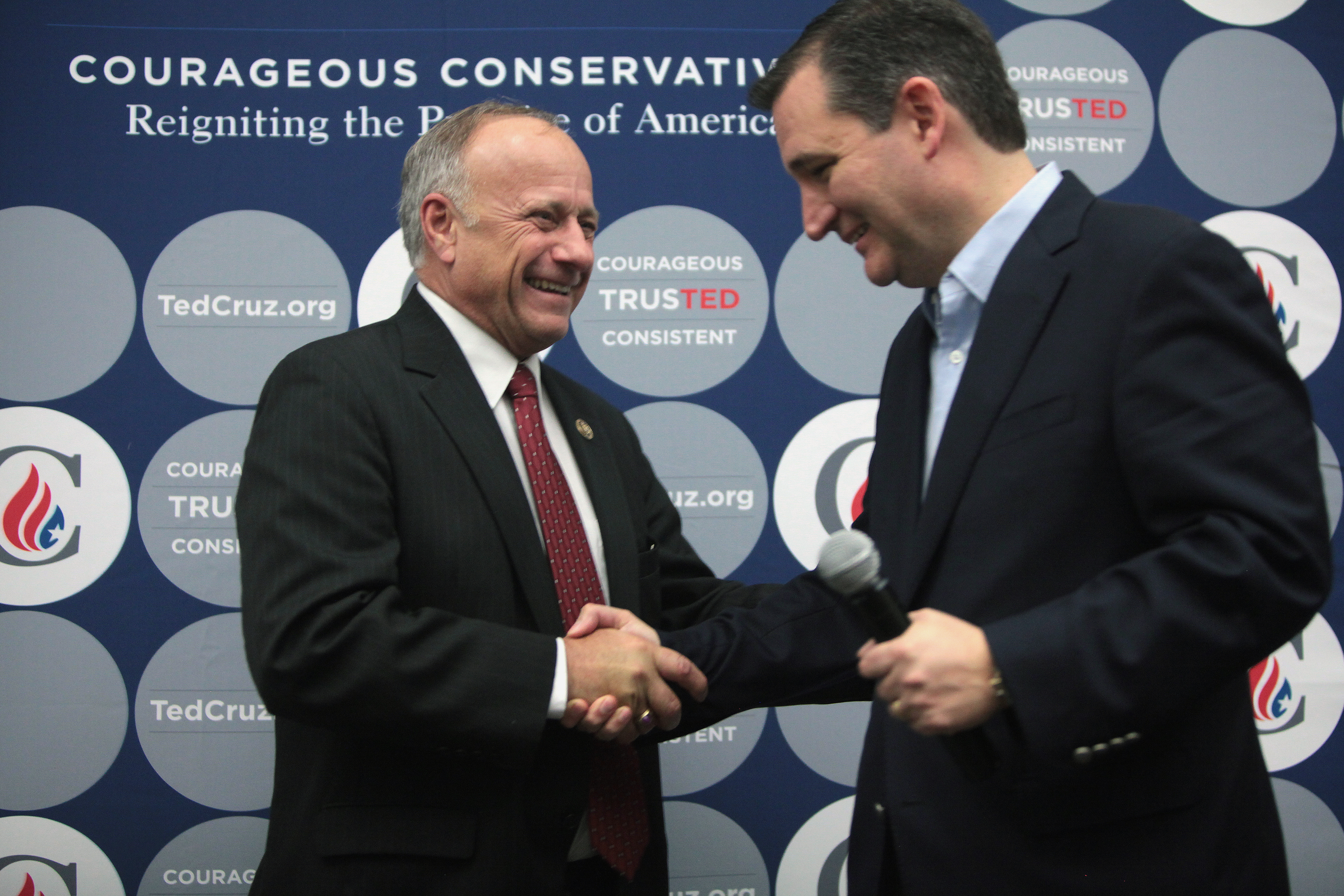
2015년 킹과 테드 크루즈

킹은 2016년 공화당 대통령 예비 선거에서 테드 크루즈를 지지하며 크루즈가 "나의 기도에 대한 응답"이라고 말했다. 그는 도널드 트럼프가 후보 지명을 받은 후 트럼프를 지지하고 강력히 지원했다.
2020년 12월, 킹은 미국 하원의 공화당 의원 126명 중 한 명으로, 2020년 미국 대통령 선거 결과에 이의를 제기하는 미국 연방 대법원에 제기된 소송인 텍사스주 대 펜실베이니아주 사건을 지지하는 법정 조언자 의견서에 서명했다. 이 선거에서는 현직 도널드 트럼프를 상대로 조 바이든이 승리했다. 연방 대법원은 텍사스주가 다른 주에서 치러진 선거 결과에 이의를 제기할 원고적격이 없다는 이유로 이 사건을 심리하지 않기로 결정했다.
하원 의장 낸시 펠로시는 이 법정 조언자 의견서에 서명하는 것을 "선거 전복" 행위라고 비난하는 성명을 발표했다. 또한 펠로시는 킹과 소송을 지지한 다른 하원 의원들을 질책하며 "이 소송에 서명한 126명의 공화당 의원들은 하원에 불명예를 안겼다. 그들은 헌법을 지지하고 수호하겠다는 맹세를 지키는 대신, 헌법을 전복하고 우리의 신성한 민주주의 제도에 대한 대중의 신뢰를 훼손하기로 선택했다"고 말했다. 뉴저지주 대표 빌 파스크렐은 미국 수정 헌법 제14조 제3항을 인용하며 펠로시에게 소송을 지지하는 다른 공화당 의원들의 의석을 허용하지 말라고 요청했다. 파스크렐은 "수정 헌법 제14조의 내용은 의원들이 미국에 대한 반란에 참여하는 것을 명시적으로 금지한다. 민주적 선거를 뒤집고 독재자를 세우려는 시도는 그에 대한 매우 명확한 예처럼 보인다"고 주장했다.

### 재정 정책
"납세자 자금 지원 보조금, 애완동물 프로젝트 및 추가 관료주의"에 반대하여 킹은 미국 하원에서 2009년 미국 회복 및 재투자법에 반대표를 던지며 "우리 경제는 정부가 더 많이 지출하기 때문에 회복되지 않을 것이다. 사람들이 더 많이 생산하기 때문에 회복될 것"이라고 말했다. 킹은 또한 2005년 518억 달러 규모의 허리케인 카트리나 구호 패키지에 반대표를 던진 11명의 의원 중 한 명으로 두각을 나타냈다. 그는 구호 자금 지출에 대한 포괄적인 계획이 없다고 주장했다.

### 총기 권리
킹은 총기 소유에 대한 엄격한 규제를 반대한다. 2017년, 킹은 소위 "총기 전시회 허점"을 메우고 총기 전시회에서 총을 구입하는 개인에 대한 신원 조사를 추가하는 법안이 통과되면 "킹 가문의 크리스마스를 망칠 것"이라고 말했다. 2018년, 킹은 18세 파크랜드 고등학교 총기 난사 사건 생존자 X 곤잘레스를 비판하며, 곤잘레스를 공산주의 쿠바와 연결시키려 했다. 2018년, 그는 총기 폭력의 원인을 총기에 대한 쉬운 접근성 때문이 아니라 비디오 게임, 문화적 변화, 학교 내 기도 부족, 총기 없는 구역, 가족 해체, 그리고 리탈린 때문이라고 말했다.

### 헬스케어
킹은 환자보호 및 부담적정보험법 (오바마케어)의 강력한 반대자이며, 이를 폐지하려는 시도를 주도해 왔다. 그는 메디케어와 메디케이드가 "오락용 약물"이라고 부른 비아그라와 같은 여러 약물을 보장하는 것에 반대했다.
2017년 1월, 킹은 2016년 대통령 선거 이후 "미국 국민들이 오바마케어를 압도적으로 거부한 것이 분명해졌다"고 말하며, 공화당 의원들에게 "우리 국민들에게 한 약속을 이행하고, 이 위헌적이고 터무니없는 법률을 신속하게 폐지하라"고 촉구했다. 2017년 5월, 킹은 자신이 미국 건강 관리법 (환자보호 및 부담적정보험법의 공화당 대안)을 지지하는 입장에서 불확실한 입장으로 바뀌었다고 말했다. 이는 그가 지지한 이후 응급 서비스, 입원, 처방약 등 혜택이 추가되었기 때문이다. "자유 코커스와 화요일 그룹과 필수 건강 혜택을 협상하자, 상원에서 그 언어를 가져올 것이라고 상상하기 어렵거나, 그들이 이 법을 상당히 희석시켰기 때문에 효과적일 것이라고 상상하기 어렵다." 킹은 자신과 트럼프가 연방 정부가 건강 보험에 관여해서는 안 된다는 점에 동의했으며, 공화당이 2015년 1월 제115대 의회 첫 주 안에 대체 법안을 우선순위에 두었다면 환자보호 및 부담적정보험법을 폐지하는 데 어려움이 없었을 것이라고 덧붙였다.

### LGBT 권리
2009년 4월 3일, 아이오와주 대법원은 바넘 대 브리엔 사건에서 주 동성 결혼 금지법이 아이오와주 헌법을 위반한다고 만장일치로 판결했다. 킹은 곧바로 판사들이 "사임해야 한다"고 말하며, 주 의회는 "아이오와가 동성 결혼의 메카가 되지 않도록 결혼 면허 거주 요건도 제정해야 한다"고 말했다. 킹은 다른 사람들과 함께 동성 결혼 사건을 판결한 세 명의 아이오와주 대법원 판사들의 유임에 반대하는 캠페인을 벌였다. 킹은 아이오와주 전역에서 8만 달러어치의 라디오 광고를 구입하여 아이오와 주민들에게 그들의 유임에 반대 투표할 것을 촉구했다. 세 명 중 어느 누구도 유임되지 않았다.
2014년 10월 7일, 킹은 LGBT 평등에 대한 반대로 인해 인권 캠페인의 "수치 명예의 전당"에 입성한 19명의 의원 중 한 명이었다.
2015년 대법원의 오버거펠 대 호지스 판결에 대해 킹은 주들이 이 판결을 인정하지 않을 수 있다는 구속력 없는 결의안을 요구했다. 그는 또한 민사혼의 폐지를 요구했다. 2019년 5월 17일, 킹은 평등법에 반대 투표한 173명의 대표자 중 한 명이었다.

### 로비
2010년 2월 26일, 킹은 하원에서 민주당의 건강보험 개혁 처리에 항의하며 "로비스트들은 이 의회에서 매우 효과적이고 유용한 일을 한다... 나는 누군가가 로비를 옹호해야 한다고 생각하며, 이는 많은 귀중한 정보를 제공하는 문제"라고 말했다.

### 이민
킹은 DHS가 2020 회계연도 남은 기간 동안 H-2B 비자를 거의 두 배로 늘리도록 승인하는 2020년 추가 통합 세출법에 반대표를 던졌다.
킹은 ICE가 보건복지부와 협력하여 동반하지 않은 외국인 어린이(UAC)의 불법 체류 스폰서를 구금하거나 추방하는 것을 효과적으로 금지하는 통합 세출법(H.R. 1158)에 반대 투표했다.
킹은 거대 대체 이론의 지지자이며, 이 이론은 백인 인구가 대규모 비백인 이민자들에 의해 대체되고 있다고 주장한다.

## 논란이 되는 발언
워싱턴 포스트는 킹을 "백인 내셔널리즘과 가장 공개적으로 연관된 미국 하원의원"이라고 묘사했으며, 배너티 페어는 이 방향으로의 그의 의견이 "거의 숨김없이" 드러난다고 말했다. 데이비드 레온하르트는 뉴욕 타임스의 칼럼에서 킹을 명시적으로 "백인 내셔널리스트"로 지목했다. 킹은 인종차별적이라고 묘사된 발언을 통해 논란을 일으키고 명성을 얻었다. 또는 인종차별적이라고 묘사되었다. 그는 이민과 다문화주의에 대한 강력한 반대자이며, 극우 유럽 정치인들을 지지했다. 가디언에 따르면, 킹은 "오랫동안 하원 공화당 코커스에서 가장 목소리 높게 반이민적인 구성원 중 한 명이었다." 킹은 자신은 인종차별주의자가 아니라고 말했다.
2018년 10월, 전국 공화당 의회 위원회 위원장 스티브 스티버는 킹의 행동과 발언이 "완전히 부적절하며" "백인 우월주의와 증오"를 구성한다고 말하며 킹을 인종차별주의자라고 비난했다. 전국 공화당 의회 위원회는 킹의 2018년 재선 노력을 돕지 않을 것이라고 밝혔다. 카를로스 커벨로 의원은 킹의 발언과 행동을 "혐오스럽다"고 묘사하며 킹과 같은 사람에게는 절대 투표하지 않을 것이라고 말했다. 테드 크루즈 상원의원은 킹의 수사를 "분열적"이라고 불렀지만 그를 비난하는 데는 미치지 못했다. 하원 농업 위원회 위원장 마이크 코너웨이와 같은 다른 공화당원들은 킹이 인종차별주의자라는 생각을 일축했다.
2019년 1월 뉴욕 타임즈와의 인터뷰에서 킹은 "백인 내셔널리스트, 백인 우월주의자, 서구 문명—이런 용어가 어떻게 공격적으로 되었는가?"라고 물었다. 그는 또한 민주당이 장악한 새로운 하원에서 소수 민족과 여성의 대표성이 크게 증가한 것에 대해 "저기를 보면 민주당은 백인 남성이 설 곳이 없는 나라라고 생각할 수 있다"고 말했다. 그는 그 후 케빈 매카시 하원 소수당 원내대표를 비롯한 다수의 공화당 의원과 하원 공화당 지도부의 다른 의원들로부터 비난을 받았다. 미국 상원의원 팀 스콧은 워싱턴 포스트의 오피니언에서 킹을 강하게 비판했으며, 상원 다수당 원내대표 미치 매코널은 킹의 발언을 "불쾌하고 그의 선출직에 부적합하다"고 불렀다. 보수 평론가 벤 샤피로는 킹에 대한 견책과 킹에 대한 예비 선거 도전을 촉구했다. 인터뷰가 공개된 후, 정치 스펙트럼 전반의 반발에 따라 킹은 트위터를 통해 자신이 "단순히 내셔널리스트"이며 "백인 내셔널리즘과 백인 우월주의"를 옹호하지 않는다고 밝혔다. 또한 "한 가지 분명히 하고 싶은 것은: 나는 그러한 꼬리표와 그들이 정의하는 사악한 이념을 거부한다"고 덧붙였다. 킹은 뉴욕 타임즈가 자신의 발언을 오해했으며, "백인 내셔널리스트"와 "백인 우월주의자"라는 용어가 왜 공격적인지 의문을 제기하지 않았다고 말했다. 트위터에서 그는 나중에 다음과 같이 말했다. "뉴욕 타임즈에 말했듯이, '인종에 관한 것이 아니다. 그것은 결코 인종에 관한 것이 아니었다'." 하원은 킹의 발언을 비난하기 위해 416 대 1로 투표했다. 일리노이주 대표 바비 러시는 유일한 반대표를 던졌는데, 이는 그가 비난이 너무 관대하다고 생각했고 킹이 견책을 받을 자격이 있다고 믿었기 때문이었다.

### 이민 및 다문화주의
킹은 이민과 다문화주의에 대한 강력한 반대자이다.
2006년 4월, "미국 경제가 불법 이민자 없이는 단순히 기능할 수 없을 것"이냐는 질문에 킹은 그 입장을 "단호하게" 거부한다고 말했다. 그는 미국 내 16세에서 65세 사이의 노동력이 없는 7750만 명의 사람들이 "고용될 수 있으며, 우리는 나머지를 대체할 기계를 발명할 수 있다"고 말했다. 2006년, 킹은 미국 국경에 전기 울타리를 설치할 것을 요구하며, 그러한 울타리가 가축을 가두는 데 성공적이었다고 언급했다.
2013년 7월, 제안된 이민 법안에 대해 킹은 불법 이민자들에 대해 "수석 졸업생이 100명이라면, 사막을 가로질러 75파운드의 마리화나를 운반하기 때문에 종아리가 캔털루프만 한 130파운드짜리 사람들이 100명 있다"고 말했다. 하원 의장 존 베이너가 그의 발언을 "무지하고" "증오스럽다"고 비난하고 하원 다수당 원내대표 에릭 캔터가 "용납할 수 없다"고 말하는 등 민주당과 다른 공화당원들로부터 강력한 비난을 받았음에도 불구하고, 킹은 자신의 발언이 국경 순찰대로부터 얻은 것이라고 말하며 옹호했다.
2015년 7월, HUD 장관 훌리안 카스트로가 공화당이 히스패닉계 유권자들에게 얼마나 형편없이 하고 있는지에 대한 발언을 언급하며, 킹은 "훌리안 시크(Sic) 카스트로는 무엇을 아는가? 그가 내가 그만큼 히스패닉계이고 라틴계라는 것을 아는가?"라고 답했다. 킹은 가족력이나 민족적 정의상 히스패닉계도 라틴계도 아니다.
2016년, 아이오와 스타팅 라인(Iowa Starting Line)의 한 기자는 킹이 자신의 사무실 책상에 남북 전쟁 당시 아이오와주가 북부에 속했음에도 불구하고 남부 연합기를 전시했다고 보도했다. 그는 나중에 남부 연합기를 흔들던 사람이 아이오와주 경찰관 두 명을 살해한 후 이를 치웠다. 킹은 앤드루 잭슨을 20달러 지폐에서 제거하고 해리엇 터브먼으로 대체하는 법안을 막으려 했다. 킹은 이민에 대한 자신의 견해에 대해 버니 샌더스를 여러 차례 칭찬하며, 그들의 견해가 "공화당 대통령 후보들 중 일부보다 내 것과 더 가깝다"고 말했다.
2017년 3월, 킹은 "문화와 인구통계는 우리의 운명이다. 우리는 다른 사람들의 아기들로 우리의 문명을 회복할 수 없다"고 썼다. 그의 발언에 대한 질문을 받았을 때, 킹은 "당신은 자녀들에게 당신의 가치관을 가르쳐야 한다"고 말하며 이를 고수했고, "혼혈 결혼과 관련하여, 나는 우리가 많이 비슷해 보이는 동질적인 미국을 보고 싶다"고 말했다. 킹은 폴 D. 라이언 하원 의장을 포함한 같은 당원들로부터 비난을 받았지만, 백인 우월주의자 데이비드 듀크와 신나치주의 웹사이트인 데일리 스토머로부터 칭찬을 받았다.
2017년 7월, 미국 하원 세출 위원회는 미국-멕시코 국경 장벽 건설 자금을 승인하며 16억 달러를 할당했다. 킹은 플랜드페런트후드, 푸드 스탬프, 기타 연방 복지 프로그램에서 나오는 연방 자금으로 추가 50억 달러를 요구했다. 그는 "플랜드페런트후드 예산에서 5억 달러를 가져올 것이며, 나머지는 푸드 스탬프와 3대째 일하지 않은 사람들에게 지급되는 복지 혜택에서 나올 수 있을 것"이라고 말했다.
2018년 11월 5일, 킹은 선거 유세 도중 멕시코 이민자들을 "흙"이라고 지칭했다. 더 위클리 스탠더드가 이 발언을 보도했다. 킹은 자신이 그런 말을 하지 않았다고 부인하며 더 위클리 스탠더드에게 해당 발언의 녹음 파일을 공개하라고 요구했다. 더 위클리 스탠더드는 이후 해당 발언이 담긴 녹음 파일을 공개하며 킹이 실제로 그 발언을 했음을 확인했다. 2019년 5월, 킹은 "모든 문화가 동등하다고 가정하는 것"에 대해 경고했다. 2019년 9월 4일, 킹은 이민자 수용 시설의 화장실 위에 있는 식수대에서 물을 마시는 자신의 동영상을 게시했다. 알렉산드리아 오카시오코르테스 하원의원은 이 동영상 이후 공화당을 "반이민적"이라고 비난했다.

### 버락 오바마 대통령
2008년 3월 7일, 재선 캠페인을 발표하는 언론 행사에서 킹은 당시 미국 상원의원이자 민주당 대통령 후보였던 버락 오바마와 그의 중간 이름 "후세인"에 대해 다음과 같이 말했다.
나는 누구도 그들의 인종, 민족, 이름—그들의 아버지가 어떤 종교를 가졌든 간에—비방하고 싶지 않다. 나는 단지 이렇게 말하겠다: 버락 오바마가 잠재적으로 미국 대통령으로 당선되는 모습을 생각할 때—내 말은, 이것이 세계의 다른 지역에 어떻게 보일까? 이슬람 세계에 어떻게 보일까? 나는 그가 대통령으로 당선되면 급진 이슬람주의자들, 알카에다, 급진 이슬람주의자들과 그들의 지지자들이 9월 11일보다 더 많이 거리에서 춤을 출 것이라고 말하겠다.
3월 10일, 킹은 AP 통신에 자신의 발언을 옹호하며 "[오바마는] 분명히 그들에게 구원자로 여겨질 것이다... 그렇기 때문에 그들이 그를 지지하고 격려하는 것을 볼 수 있을 것"이라고 말했다.
오바마는 그 발언을 너무 심각하게 받아들이지 않으며, 킹을 미디어 노출을 위해 논란이 되는 발언을 하는 것을 즐기는 사람으로 묘사했다. 그는 "[존] 매케인 상원의원이 그런 선동적이고 모욕적인 발언으로부터 자신을 거리를 두기를 바란다"고 말했다. 매케인 캠페인은 킹의 발언을 부인하며 "존 매케인은 우리의 시민 정신을 저해하는 종류의 정치를 거부한다... 그리고 이는 분명히 킹 의원의 발언에도 적용된다"고 말했다.
2009년 1월 중순, 킹은 테러리스트들이 거리에서 춤을 추지 않았고, 오바마에 반대하는 성명을 발표했다고 인정했다. 그는 오바마가 미국 제44대 대통령으로 취임할 때 중간 이름 "후세인"을 사용하기로 결정한 것이 "기이하고" "이중 잣대"라고 말했다.
2010년, 킹은 오바마의 이민 정책이 흑인에 대한 인종적 편애의 영향을 받았을 것이라고 추측했다.
2020년 2월, 킹은 트위터에 전 국토안보부 관리 필립 해니가 "오바마 행정부 최고위층을 고발하는 데이터를 보관"한 것에 대한 보복으로 살해당했을 것이라고 시사했다.

### 인종 프로파일링
2010년 6월 14일, 킹은 하원에서 인종 프로파일링이 법 집행의 중요한 구성 요소라고 말했다. "어떤 사람들은 애리조나 법이 인종 차별 프로파일링을 가져올 것이라고 주장한다. 우선, 의장님, 프로파일링은 항상 합법적인 법 집행의 중요한 구성 요소였다는 점을 말씀드리고 싶다. 누군가를 프로파일링할 수 없다면, 눈앞에 있는 상식적인 지표를 사용할 수 없다. 이제, 사람들을 차별하는 이유로 인종 프로파일링을 사용하는 것은 잘못이라고 생각하지만, 법을 위반하는 사람들을 식별하기 위해 인종이나 다른 지표를 사용하는 것은 잘못이 아니다." 프로파일링의 예로, 킹은 자신이 비즈니스 정장을 입고 있었다는 이유만으로 택시 기사가 자신을 부르기도 전에 멈춰 선 경우를 설명했다.
같은 날, G. 고든 리디의 라디오 프로그램에서 킹은 오바마의 정책이 흑인을 편애한다고 말했다. "대통령은 게이츠 교수와 크로울리 경관의 경우에 흑인을 편애하는 인종 편향적인 기본 메커니즘을 가지고 있음을 보여주었다." 2018년 1월 13일, 킹은 인종적 억압이 "과거의 일"이라고 트윗했다.

### 서구 문명에 대한 발언
2016년 7월 18일, 킹은 MSNBC의 패널 토론에 참여했는데, 이 자리에서 에스콰이어 잡지의 한 패널리스트가 2016년 대회는 "나이 든 백인들이 공화당의 주목을 받는 마지막 대회가 될 수 있다"고 제안했다. 킹은 "이 '나이 든 백인' 문제는 좀 피곤하다, 찰리. 당신이 언급하는 다른 범주의 사람들이 역사에서 어떤 기여를 했는지 다시 한번 돌아보라고 부탁하고 싶다. 어떤 다른 하위 집단이 문명에 더 많은 기여를 했는가?"라고 답했다. 패널 사회자 크리스 헤이스는 나중에 킹의 발언을 혐오스럽고 터무니없다고 묘사했다. 패널 멤버 에이프릴 라이언은 그 발언을 "내 얼굴에 대고 하는 인종차별"이라고 묘사했다. 그날 저녁, 킹은 ABC 뉴스와의 인터뷰에서 자신의 발언에 대해 질문을 받았다. 킹은 자신이 "백인"이 아닌 "서구 문명"이 "우월한 문화"라는 의미로 말한 것이라고 밝혔다. "서구 문명을 설명할 때, 서구 문명의 상당 부분이 백인일 수 있다. 그러나 우리는 우리의 문화나 문명에 대해 사과해서는 안 된다. 서구 문명 자체와 모든 인종의 미국인들이 이룬 기여는 세계 다른 어떤 곳보다 훨씬 뛰어나다. 서구 문명과 미국 문명은 우월한 문화이다."

### 무슬림에 대한 태도
2014년 9월, 킹은 오바마 행정부가 ISIS 모집을 감시하기 위해 모스크를 감시하기 시작할 것을 요구했다. 버즈피드 뉴스는 그러한 모집의 증거가 없다고 말했지만, 킹은 미국 일부 지역에서 그러한 모집이 발생하고 있다고 주장했다. 2015년 12월 9일, 그는 MSNBC에 이슬람이 미국 생활과 "양립할 수 없다"는 자신의 당의 의견에 동의한다고 말했다. 브라이트바트 뉴스와의 인터뷰에서 킹은 "돼지고기를 먹지 않을 사람들에게 내 돼지고기를 먹게 하고 싶지 않으며, 더 나아가 돼지고기를 먹는 나를 지옥에 보내고 싶어하는 사람들에게 일하게 하고 싶지 않다"며 무슬림이 육가공 공장에서 일하는 것을 원치 않는다고 말했다. 2019년 3월 7일, 그는 미국 하원이 통과시킨 반유대주의 및 반무슬림 차별을 규탄하는 결의안에 대해 "현재" 투표했다. 2019년 8월 27일, 킹은 위구르 무슬림들이 중국의 신장 수용소에 구금되어 돼지고기를 강제로 먹어야 한다는 농담을 했다.

### 아부그라이브 교도소의 학대
2004년 5월, 킹은 아부그라이브 교도소에서의 고문과 수감자 학대를 "신고식"에 비유했다. 그는 이라크에서 미국 병사들에 대한 폭력이 수감자 학대보다 더 극심하며, 두 사건을 비교하는 것은 "제프리 다머가 저지른 범죄를 하이디 플라이스의 범죄에 비유하는 것과 같다"고 주장했다.

### 적극적 우대조치
킹은 적극적 우대조치에 반대한다. 그는 "이 하원을 통해 여성과 소수자에게 혜택을 주는 법안이 통과되었다. 배제되는 유일한 사람들은 백인 남성이다... 머지않아 백인 남성들은 자신들이 배제되고 있음을 깨달을 것"이라고 말했다. 2015년 킹은 대학들이 적극적 우대조치를 보고하도록 의무화하는 법안을 도입했다.

### 극우 정치에 대한 지지
2017년 3월 12일, 킹은 반이슬람 견해로 알려진 네덜란드의 극우 정치인 헤이르트 빌더르스에 대한 지지를 표명하며, 네덜란드 선거를 앞두고 "빌더르스는 문화와 인구통계가 우리의 운명임을 이해한다"고 말했다. 또한 "우리는 다른 사람들의 아기들로 우리의 문명을 회복할 수 없다"고 말하며 출생 시민권을 폐지하고 "우리가 많이 비슷해 보이는 동질적인 미국"을 장려하려는 자신의 견해를 언급했다. 그의 발언은 젭 부시가 "미국은 이민자들의 나라"라고 응답하는 등 여러 공화당원을 포함한 다른 정치인들로부터 비판을 받았다. 반발에도 불구하고 킹은 자신의 발언을 옹호했다. 다른 사람들은 킹의 발언이 백인 내셔널리스트들 사이에서 잘 받아들여졌으며, 해당 공동체의 저명한 구성원들로부터 지지를 얻었다고 보도했다. 다음 날 CNN에서 킹은 자신이 인종이 아니라 문화를 언급한 것이라고 말하며 "피가 아니라 문화다. 전 세계 어디든 가서 이 아기들을 미국에 이미 동화된 가정에 입양시킨다면, 그 아기들은 다른 어떤 아기들처럼 미국인이 될 것이며, 다른 어떤 아기들처럼 애국심과 조국에 대한 사랑을 가질 것이다"라고 말했다. 전 쿠 클럭스 클랜 지도자 데이비드 듀크는 킹의 발언을 칭찬했다.
킹은 유럽 이주민 위기 동안 이민자 수용에 강력히 반대하는 우익 대중주의자인 헝가리 총리 오르반 빅토르를 지지했다. 2017년 12월 8일, 킹은 오르반의 "다양성은 우리의 강점이 아니다. 헝가리 총리 빅토르 오르반  [sic], '문화의 혼합은 더 높은 삶의 질로 이어지지 않고 더 낮은 삶의 질로 이어진다'"는 인용문을 트위터에 올렸다. "동화는 다문화주의적 좌파에게는 더러운 단어가 되었다. 다양성이 아닌 동화가 우리의 미국적 강점이다"라고 그는 트윗했다.
2018년 6월, 그는 마크 콜렛의 트윗을 리트윗했는데, 마크 콜렛은 영국 네오나치이자 자칭 히틀러 추종자로, 유럽이 대규모 이민에 "깨어나고 있다"는 내용이었다.
2018년 8월 24일, 킹은 오스트리아 웹사이트 Unzensuriert와 인터뷰를 했는데, 이 웹사이트는 오스트리아의 자유당 (제1차 쿠르츠 내각의 일부)과 관련이 있다. 그는 인터뷰 진행자와 함께 미국 금융가 조지 소로스가 "거대 대체 이론"에 관여하고 있다는 점에 동의했다. 거대 대체 이론은 백인 유럽인을 소수자와 이민자로 대체하려는 음모를 식별했다고 주장하는 극우 음모론이다.
킹은 또한 2018년 토론토 시장 선거에서 우익 캐나다 정치 평론가 페이스 골디를 지지했다. 골디는 네오나치 팟캐스트에 참여했으며 극우 또는 대안우파로 묘사되었다. 골디 지지와 킹의 다른 인종적으로 논란이 되는 발언에 대한 대응으로 미네소타주에 본사를 둔 농업협동조합 랜드 오 레이크스는 그의 재선 지원을 중단했다.
2021년 2월, 그가 퇴임한 후 닉 푸엔테스의 미국 우선주의 정치 행동 회의에서 연설할 것이라고 발표되었다.

### 백인 대학살
킹은 백인 대학살 음모론을 지지하며, 의회에서 이러한 견해를 밝혔다. 마더 존스와 다른 언론 매체들은 그가 음모론을 믿고 조장하는 것에 대해 더 일반적으로 보도했다. 2018년, 킹은 오스트리아 극우 출판물과 "거대 대체"에 대해 이야기했는데, 뉴욕 타임즈는 이를 "극우 음모론으로, 그림자 같은 엘리트들이 자국 내 백인 인구를 소수 민족으로 줄이기 위해 배후에서 일하고 있다고 주장한다"고 묘사했다. 이 이론은 2019년 크라이스트처치 모스크 총기 난사 사건의 혐의자가 자신의 선언문을 이 이론의 이름을 따서 지은 후 악명을 얻었다.

### 2018년 반유대주의 논란
2018년 10월 후반, 피츠버그 회당 총기 난사 사건 이후 반명예훼손연맹 (ADL)은 폴 라이언 하원 의장에게 킹을 견책할 것을 요구하는 공개 서한을 보냈다. 이 서한은 킹이 극우 오스트리아 자유당 및 유럽의 다른 극우 단체들과 관계를 맺고 있다는 점을 인용했다. 이 서한은 킹이 유대인 투자자이자 자선가인 조지 소로스를 반유대주의적으로 중상모략했다고 비난했다. 서한은 "킹 의원은 하원에 불명예를 안겼다. 우리는 당신과 의회 지도부가 그의 소위원회 위원장직을 박탈하고 그를 공식적으로 견책하거나 다른 징계를 위한 절차를 시작함으로써 킹 의원의 행동에 대한 혐오감을 보여줄 것을 강력히 촉구한다"고 결론지었다. 아이오와 유대인 공동체의 두 지도자 또한 킹이 "피츠버그 총격범이 가졌던 혐오스러운 신념과 같은 종류의 열정적인 옹호자"라고 비판했다.

## 정치 후 경력
2020년 아이오와주 제4선거구 공화당 예비선거에서 킹이 패배한 후, 그는 무슨 일이 일어났는지에 대한 자신의 이야기를 담은 책을 쓰고 몇 달 동안 홍보를 위해 여행했다. 이 책의 제목은 《불 속을 걷다: 미국의 심장과 영혼을 위한 나의 싸움》이다. 이 책은 기독교 및 보수 서적 출판으로 유명한 피델리스 퍼블리싱에서 출판되었다. 킹은 "언론과 공화당 엘리트들이 나를 위한 정치적 비문을 쓸 것"을 막기 위해 책을 쓰게 되었다고 말한다. 이 책은 언론의 자유가 훼손되고 있으며, 민주당이 "백인 민족주의자"와 "백인 우월주의자"와 같은 용어를 무기화하고 있다고 주장한다. 킹은 미국에 이러한 상황을 경고하려는 자신의 시도가 당의 지지를 잃은 이유라고 주장하며 "나는 미국에게 말하려는데, 그들 [공화당 지도부]은 무엇을 하는가? 우리 모두에게 일어나고 있는 일을 알리려 한다는 이유로 나를 정치적으로 암살한다"고 말했다.
2021년, 그는 디모인 레지스터에 현재는 정치로 돌아갈 계획이 없지만, "대중의 지지"가 있다면 돌아갈 것이라고 말했다. 그는 이어서 "현재로서는 그런 움직임을 보지 못하고 있다. 하지만 많은 지지가 있고, 우리가 추진해야 할 많은 정책과 명분이 있다. 주당 대회가 다가오고 있으며, 강령이 형성될 것"이라고 말했다.
킹은 탄소 포집 파이프라인에 반대하는 캠페인을 벌였다. 2023년 8월 존 버치 협회가 공동 주최한 행사에서 그는 파이프라인 뒤에 있는 토지 수용권 사용과 재정적 동기에 대해 비판했다.
2023년 12월, 킹은 2024년 대통령 후보 비벡 라마스와미와 함께 레이크사이드에서 선거 운동을 벌였지만, 그를 공식적으로 지지하지는 않았다. 2024년 1월, 그는 그를 전적으로 지지했다.

## 역대 선거 결과
| 선거명      | 직책명                        | 대수  | 정당   | 득표율 | 득표수    | 결과 | 당락                     |
| ----------- | ----------------------------- | ----- | ------ | ------ | --------- | ---- | ------------------------ |
| 1996년 선거 | 상원의원 (아이오와 제6부)     | 77대  | 공화당 | 64.48% | 14,440표  | 1위  | 아이오와 주의원 당선     |
| 2000년 선거 | 상원의원 (아이오와 제6부)     | 79대  | 공화당 | 69.61% | 14,842표  | 1위  | 아이오와 주의원 당선     |
| 2002년 선거 | 하원의원 (아이오와 제5선거구) | 108대 | 공화당 | 62.15% | 113,257표 | 1위  | 아이오와주 하원의원 당선 |
| 2004년 선거 | 하원의원 (아이오와 제5선거구) | 109대 | 공화당 | 63.30% | 168,593표 | 1위  | 아이오와주 하원의원 당선 |
| 2006년 선거 | 하원의원 (아이오와 제5선거구) | 110대 | 공화당 | 58.50% | 105,580표 | 1위  | 아이오와주 하원의원 당선 |
| 2008년 선거 | 하원의원 (아이오와 제5선거구) | 111대 | 공화당 | 59.80% | 159,430표 | 1위  | 아이오와주 하원의원 당선 |
| 2010년 선거 | 하원의원 (아이오와 제5선거구) | 112대 | 공화당 | 65.75% | 128,363표 | 1위  | 아이오와주 하원의원 당선 |
| 2012년 선거 | 하원의원 (아이오와 제4선거구) | 113대 | 공화당 | 52.94% | 200,063표 | 1위  | 아이오와주 하원의원 당선 |
| 2014년 선거 | 하원의원 (아이오와 제4선거구) | 114대 | 공화당 | 61.62% | 169,834표 | 1위  | 아이오와주 하원의원 당선 |
| 2016년 선거 | 하원의원 (아이오와 제4선거구) | 115대 | 공화당 | 61.23% | 226,719표 | 1위  | 아이오와주 하원의원 당선 |
| 2018년 선거 | 하원의원 (아이오와 제4선거구) | 116대 | 공화당 | 50.34% | 157,676표 | 1위  | 아이오와주 하원의원 당선 |